# Josef Johann Mann
Josef Johann Mann ou Johann Josef Ritter von Mann (19 de maio de 1804 – 20 de março de 1889), foi um lepidopterólogo, isso é, um entomólogo especializado em insetos da ordem Lepidoptera (como borboletas, por exemplo).

## Biografia
Nasceu em Jablonné v Podještědí, Boémia (hoje República Checa) e morreu eu Viena, Áustria. Pertence a um grupo étnico conhecido como alemães dos Sudetos.